# ليام كويل
ليام كويل (بالإنجليزية: Liam Coyle)‏ (21 مايو 1968 في أيرلندا الشمالية - ) هو لاعب كرة قدم بريطاني في مركز الهجوم. شارك مع منتخب أيرلندا الشمالية لكرة القدم. أما مع النوادي، فقد لعب مع ديري سيتي وغلينتوران ونادي كوليرين ونادي فين هاربز ودوري أيرلندا الحادي عشر ‏ وOmagh Town F.C. ‏.

## وصلات خارجية
- ليام كويل على موقع قاعدة بيانات كرة القدم.إي يو (الإنجليزية)